# Liste der Bodendenkmäler in Karlstadt
Auf dieser Seite sind die Bodendenkmäler in der unterfränkischen Gemeinde Karlstadt zusammengestellt. Diese Tabelle ist eine Teilliste der Liste der Bodendenkmäler in Bayern. Grundlage ist die Bayerische Denkmalliste, die auf Basis des Bayerischen Denkmalschutzgesetzes vom 1. Oktober 1973 erstmals erstellt wurde und seither durch das Bayerische Landesamt für Denkmalpflege geführt wird. Die folgenden Angaben ersetzen nicht die rechtsverbindliche Auskunft der Denkmalschutzbehörde.

## Bodendenkmäler in Karlstadt
| Lage       | Objekt                                                                                         | Akten-Nr.     | Bild           |
| ---------- | ---------------------------------------------------------------------------------------------- | ------------- | -------------- |
| (Standort) | Bestattungsplatz mit Grabhügel vorgeschichtlicher Zeitstellung.                                | D-6-5924-0004 |                |
| (Standort) | Siedlung der Linearbandkeramik.                                                                | D-6-5924-0034 |                |
| (Standort) | Siedlung vor- und frühgeschichtlicher Zeitstellung.                                            | D-6-5924-0035 |                |
| (Standort) | Siedlung des Neolithikums und der Urnenfelderzeit.                                             | D-6-5924-0036 |                |
| (Standort) | Freilandstation des Mesolithikums und Siedlung vorgeschichtlicher Zeitstellung.                | D-6-5924-0056 |                |
| (Standort) | Freilandstation des Mesolithikums, Siedlung der Linearbandkeramik                              | D-6-5924-0059 |                |
| (Standort) | Freilandstation des Paläolithikums.                                                            | D-6-5924-0063 |                |
| (Standort) | Siedlung vorgeschichtlicher Zeitstellung siwue Bestattungsplatz mit Brandgräbern               | D-6-5924-0069 |                |
| (Standort) | Freilandstation des Paläolithikums und Mesolithikums, Siedlung des Neolithikums.               | D-6-5924-0133 |                |
| (Standort) | Freilandstation des Mittelpaläolithikums.                                                      | D-6-5924-0134 |                |
| (Standort) | Freilandstation des Paläolithikums und Mesolithikums                                           | D-6-5924-0135 |                |
| (Standort) | Archäologische Befunde im Bereich der frühneuzeitlichen Kath. Pfarrkirche                      | D-6-5924-0136 |                |
| (Standort) | Bestattungsplatz mit Grabhügeln vorgeschichtlicher Zeitstellung.                               | D-6-5924-0142 |                |
| (Standort) | Bestattungsplatz mit Grabhügeln vorgeschichtlicher Zeitstellung.                               | D-6-5924-0143 |                |
| (Standort) | Siedlung vorgeschichtlicher Zeitstellung.                                                      | D-6-5924-0152 |                |
| (Standort) | Siedlung vorgeschichtlicher Zeitstellung.                                                      | D-6-5924-0165 |                |
| (Standort) | Herrschaftssitz des Mittelalters.                                                              | D-6-6023-0002 |                |
| (Standort) | Siedlung der Bronzezeit und der jüngeren Latènezeit.                                           | D-6-6023-0035 |                |
| (Standort) | Bestattungsplatz mit Grabhügeln der Hallstattzeit.                                             | D-6-6023-0042 |                |
| (Standort) | Siedlung vorgeschichtlicher Zeitstellung.                                                      | D-6-6023-0043 |                |
| (Standort) | Siedlung sowie Bestattungsplatz vorgeschichtlicher Zeitstellung mit Grabhügel.                 | D-6-6023-0044 |                |
| (Standort) | Bestattungsplatz mit Grabhügel vorgeschichtlicher Zeitstellung.                                | D-6-6023-0081 |                |
| (Standort) | Bestattungsplatz mit Grabhügeln vorgeschichtlicher Zeitstellung.                               | D-6-6023-0091 |                |
| (Standort) | Freilandstation des Mesolithikums, Wüstung des hohen Mittelalters.                             | D-6-6023-0097 |                |
| (Standort) | Bestattungsplatz mit Grabhügel vorgeschichtlicher Zeitstellung.                                | D-6-6023-0099 |                |
| (Standort) | Bestattungsplatz mit Grabhügel vorgeschichtlicher Zeitstellung.                                | D-6-6023-0100 |                |
| (Standort) | Siedlung des Endneolithikums und der jüngeren Latènezeit                                       | D-6-6024-0002 |                |
| (Standort) | Siedlung der Bronze-, Hallstatt- und Latènezeit, der römischen Kaiserzeit                      | D-6-6024-0003 |                |
| (Standort) | Siedlung des Neolithikums sowie Siedlung oder Bestattungsplatz mit Flachgräbern                | D-6-6024-0005 |                |
| (Standort) | Siedlung des Neolithikums und der jüngeren Latènezeit.                                         | D-6-6024-0010 |                |
| (Standort) | Siedlung des Neolithikums, der Bronze- und Urnenfelderzeit und der Hallstattzeit.              | D-6-6024-0013 |                |
| (Standort) | Bestattungsplatz mit Körpergräbern der frühen Bronzezeit.                                      | D-6-6024-0052 |                |
| (Standort) | Abschnittsbefestigung vor- und frühgeschichtlicher Zeitstellung.                               | D-6-6024-0060 |                |
| (Standort) | Spätmittelalterliche Wüstung „Gainfurt“.                                                       | D-6-6024-0061 |                |
| (Standort) | Bestattungsplatz mit Grabhügeln vorgeschichtlicher Zeitstellung.                               | D-6-6024-0062 |                |
| (Standort) | Bestattungsplatz mit Grabhügel vorgeschichtlicher Zeitstellung.                                | D-6-6024-0063 |                |
| (Standort) | Abschnittsbefestigung des frühen Mittelalters und untertägige Teile                            | D-6-6024-0064 | weitere Bilder |
| (Standort) | Archäologische Befunde des hohen und späten Mittelalters im Bereich der Burgruine              | D-6-6024-0066 |                |
| (Standort) | Bestattungsplatz mit Grabhügeln vorgeschichtlicher Zeitstellung.                               | D-6-6024-0067 |                |
| (Standort) | Spätmittelalterliche bis frühneuzeitliche Landwehr.                                            | D-6-6024-0068 |                |
| (Standort) | Siedlung der Urnenfelderzeit, der Hallstattzeit und der jüngeren Latènezeit.                   | D-6-6024-0074 |                |
| (Standort) | Bestattungsplatz mit Brandgräbern der Urnenfelderzeit.                                         | D-6-6024-0076 |                |
| (Standort) | Grabhügel vorgeschichtlicher Zeitstellung mit Bestattungen der mittleren Bronzezeit.           | D-6-6024-0077 |                |
| (Standort) | Siedlung des Jungneolithikums und Körpergräber der Schnurkeramik.                              | D-6-6024-0078 |                |
| (Standort) | Bestattungsplatz mit Grabhügeln vorgeschichtlicher Zeitstellung.                               | D-6-6024-0079 |                |
| (Standort) | Siedlung der Urnenfelderzeit und der Hallstattzeit.                                            | D-6-6024-0082 |                |
| (Standort) | Freilandstation des Mesolithikums, Siedlung der Linearbandkeramik, der Hallstattzeit           | D-6-6024-0107 |                |
| (Standort) | Siedlung vorgeschichtlicher Zeitstellung.                                                      | D-6-6024-0110 |                |
| (Standort) | Siedlung der Hallstattzeit.                                                                    | D-6-6024-0111 |                |
| (Standort) | Siedlung der Linearbandkeramik.                                                                | D-6-6024-0128 |                |
| (Standort) | Station des Paläolithikums, des Mesolithikums, Siedlung der jüngeren Latènezeit                | D-6-6024-0130 |                |
| (Standort) | Siedlung der Hallstattzeit.                                                                    | D-6-6024-0132 |                |
| (Standort) | Siedlung des Neolithikums.                                                                     | D-6-6024-0133 |                |
| (Standort) | Siedlung der Linearbandkeramik.                                                                | D-6-6024-0158 |                |
| (Standort) | Siedlung des Neolithikums und der jüngeren Latènezeit sowie Wüstung des frühen Mittelalters    | D-6-6024-0160 |                |
| (Standort) | Freilandstation des Paläolithikums und des Mesolithikums, Siedlung des Endneolithikums         | D-6-6024-0165 |                |
| (Standort) | Freilandstation des Mesolithikums und Siedlung des Jung- und Endneolithikums                   | D-6-6024-0170 |                |
| (Standort) | Siedlung der jüngeren Latènezeit und römischen Kaiserzeit, Wüstung „Karloburg“                 | D-6-6024-0173 |                |
| (Standort) | Siedlung der Bronzezeit.                                                                       | D-6-6024-0174 |                |
| (Standort) | Siedlung der Urnenfelderzeit.                                                                  | D-6-6024-0175 |                |
| (Standort) | Siedlung des Neolithikums und der jüngeren Latènezeit.                                         | D-6-6024-0187 |                |
| (Standort) | Siedlung vorgeschichtlicher Zeitstellung.                                                      | D-6-6024-0192 |                |
| (Standort) | Siedlung der Latènezeit.                                                                       | D-6-6024-0196 |                |
| (Standort) | Siedlung der Hallstattzeit.                                                                    | D-6-6024-0202 |                |
| (Standort) | Freilandstation des Paläolithikums, Siedlung der Linearbandkeramik, der jüngeren Latènezeit    | D-6-6024-0203 |                |
| (Standort) | Siedlung der jüngeren Latènezeit.                                                              | D-6-6024-0212 |                |
| (Standort) | Siedlung des Neolithikums.                                                                     | D-6-6024-0213 |                |
| (Standort) | Freilandstation des Mittelpaläolithikums und Mesolithikums                                     | D-6-6024-0215 |                |
| (Standort) | Freilandstation des Paläolithikums und des Mesolithikums, Siedlung des Endneolithikums         | D-6-6024-0216 |                |
| (Standort) | Freilandstation des Paläolithikums und Mesolithikums, Siedlung des Neolithikums                | D-6-6024-0217 |                |
| (Standort) | Freilandstation des Mittelpaläolithikums und Siedlung des Jung- bis Endneolithikums.           | D-6-6024-0218 |                |
| (Standort) | Freilandstation des Mittelpaläolithikums und Siedlung des Neolithikums.                        | D-6-6024-0224 |                |
| (Standort) | Siedlung des Jung- bis Endneolithikums.                                                        | D-6-6024-0225 |                |
| (Standort) | Siedlung der Linearbandkeramik und der Urnenfelderzeit.                                        | D-6-6024-0226 |                |
| (Standort) | Siedlung der Urnenfelder- und der Hallstattzeit.                                               | D-6-6024-0232 |                |
| (Standort) | Siedlung des Neolithikums.                                                                     | D-6-6024-0249 |                |
| (Standort) | Siedlung der Hallstattzeit und der Linearbandkeramik.                                          | D-6-6024-0250 |                |
| (Standort) | Freilandstation des Mittelpaläolithikums und Kreisgräben vorgeschichtlicher Zeitstellung.      | D-6-6024-0253 |                |
| (Standort) | Siedlung des Jung- oder Endneolithikums.                                                       | D-6-6024-0254 |                |
| (Standort) | Siedlung des Endneolithikums.                                                                  | D-6-6024-0255 |                |
| (Standort) | Siedlung der jüngeren Latènezeit.                                                              | D-6-6024-0263 |                |
| (Standort) | Freilandstation des Paläolithikums, Siedlung des Jung- oder Endneolithikums.                   | D-6-6024-0264 |                |
| (Standort) | Freilandstation des Paläolithikums, Siedlung des Neolithikums, der jüngeren Latènezeit         | D-6-6024-0265 |                |
| (Standort) | Siedlung des Jung- bis Endneolithikums.                                                        | D-6-6024-0268 |                |
| (Standort) | Fundamente einer Burganlage des hohen Mittelalters bis zur frühen Neuzeit.                     | D-6-6024-0270 |                |
| (Standort) | Archäologische Befunde                                                                         | D-6-6024-0278 |                |
| (Standort) | Untertägige Teile und Vorgängerbauten der spätmittelalterlichen Stadtbefestigung               | D-6-6024-0279 |                |
| (Standort) | Archäologische Befunde im Bereich der spätmittelalterlichen und frühneuzeitlichen Kath. Kirche | D-6-6024-0280 |                |
| (Standort) | Siedlung der Urnenfelderzeit und der Hallstattzeit.                                            | D-6-6024-0281 |                |
| (Standort) | Siedlung des Endneolithikums.                                                                  | D-6-6024-0284 |                |
| (Standort) | Freilandstation des Mesolithikums, Siedlung vorgeschichtlicher Zeitstellung.                   | D-6-6024-0301 |                |
| (Standort) | Siedlung vor- und frühgeschichtlicher oder mittelalterlicher Zeitstellung.                     | D-6-6024-0303 |                |
| (Standort) | Siedlung jungneolithischer, völkerwanderungszeitlicher und ottonischer Zeitstellung            | D-6-6024-0305 |                |
| (Standort) | Befunde des späten Mittelalters und der frühen Neuzeit im Bereich der Spitalkirche             | D-6-6024-0306 |                |
| (Standort) | Archäologische Befunde                                                                         | D-6-6024-0307 |                |
| (Standort) | Siedlung des Jung- oder Endneolithikums.                                                       | D-6-6024-0308 |                |
| (Standort) | Siedlung des Jung- und Endneolithikums.                                                        | D-6-6024-0309 |                |
| (Standort) | Siedlung vorgeschichtlicher Zeitstellung.                                                      | D-6-6024-0310 |                |
| (Standort) | Siedlung vorgeschichtlicher Zeitstellung.                                                      | D-6-6024-0311 |                |
| (Standort) | Siedlung vorgeschichtlicher Zeitstellung.                                                      | D-6-6024-0312 |                |
| (Standort) | Station des Mesolithikums, Siedlung vorgeschichtlicher Zeitstellung.                           | D-6-6024-0313 |                |
| (Standort) | Siedlung vorgeschichtlicher Zeitstellung                                                       | D-6-6024-0314 |                |
| (Standort) | Siedlung des Jungneolithikums.                                                                 | D-6-6024-0315 |                |
| (Standort) | Befunde des späten Mittelalters im Bereich der Kath. Pfarrkirche St. Johannes d. T.            | D-6-6024-0316 |                |
| (Standort) | Archäologische Befunde im Bereich des spätmittelalterlichen Ortskerns von Karlburg             | D-6-6024-0317 |                |
| (Standort) | Freilandstation des Mittelpaläolithikums, Siedlung vorgeschichtlicher Zeitstellung.            | D-6-6024-0318 |                |
| (Standort) | Siedlung vorgeschichtlicher Zeitstellung.                                                      | D-6-6024-0319 |                |
| (Standort) | Archäologische Befunde im Bereich des frühneuzeitlichen „Neuen Schlosses“                      | D-6-6024-0321 |                |
| (Standort) | Archäologische Befunde im Bereich der frühneuzeitlichen Kath. Pfarrkirche St. Ägidius          | D-6-6024-0322 |                |
| (Standort) | Archäologische Befunde des Mittelalters und der frühen Neuzeit im Bereich der Kath. Kirche     | D-6-6024-0324 |                |
| (Standort) | Archäologische Befunde im Bereich des frühneuzeitlichen Schlosses von Mühlbach                 | D-6-6024-0325 |                |
| (Standort) | Siedlung vermutlich des Jung- bis Endneolithikums.                                             | D-6-6024-0327 |                |
| (Standort) | Siedlung vorgeschichtlicher Zeitstellung.                                                      | D-6-6024-0328 |                |
| (Standort) | Freilandstation des Mittelpaläolithikums, Siedlung vorgeschichtlicher Zeitstellung.            | D-6-6024-0329 |                |
| (Standort) | Archäologische Befunde im Bereich der frühneuzeitlichen Kath. Pfarrkirche St. Valentinus       | D-6-6024-0330 |                |
| (Standort) | Archäologische Befunde im Bereich der frühneuzeitlichen Kath. Pfarrkirche                      | D-6-6024-0333 |                |
| (Standort) | Freilandstation des Paläolithikums und Siedlung des Neolithikums.                              | D-6-6024-0335 |                |
| (Standort) | Siedlung vorgeschichtlicher Zeitstellung.                                                      | D-6-6024-0336 |                |
| (Standort) | Siedlung des frühen, hohen und späten Mittelalters sowie untertägige Teile                     | D-6-6024-0337 |                |
| (Standort) | Siedlung des Neolithikums.                                                                     | D-6-6024-0338 |                |
| (Standort) | Archäologische Befunde im Bereich der frühneuzeitlichen Kath. Pfarrkirche                      | D-6-6024-0339 |                |
| (Standort) | Bestattungsplatz mit Grabhügeln vorgeschichtlicher Zeitstellung.                               | D-6-6024-0360 |                |
| (Standort) | Siedlung des frühen Mittelalters.                                                              | D-6-6024-0362 |                |
| (Standort) | Siedlung karolingisch-ottonischer Zeitstellung.                                                | D-6-6024-0363 |                |
| (Standort) | Siedlung der Metallzeiten.                                                                     | D-6-6024-0365 |                |
| (Standort) | Siedlung des Neolithikums.                                                                     | D-6-6024-0366 |                |
| (Standort) | Bestattungsplatz mit Grabhügeln vorgeschichtlicher Zeitstellung.                               | D-6-6024-0367 |                |
| (Standort) | Bestattungsplatz mit Grabhügel vorgeschichtlicher Zeitstellung.                                | D-6-6024-0368 |                |
| (Standort) | Bestattungsplatz mit Grabhügel vorgeschichtlicher Zeitstellung.                                | D-6-6024-0372 |                |
| (Standort) | Siedlung der Urnenfelder- und der Hallstattzeit.                                               | D-6-6024-0379 |                |
| (Standort) | Siedlung der Steinzeiten und der Latènezeit.                                                   | D-6-6024-0380 |                |
| (Standort) | Siedlung der Latènezeit und des hohen Mittelalters.                                            | D-6-6024-0381 |                |
| (Standort) | Siedlung der Steinzeiten.                                                                      | D-6-6024-0382 |                |
| (Standort) | Siedlung vorgeschichtlicher Zeitstellung sowie karolingisch-ottonischer Zeitstellung.          | D-6-6024-0383 |                |
| (Standort) | Siedlung der Steinzeiten.                                                                      | D-6-6024-0385 |                |
| (Standort) | Siedlung der Latènezeit.                                                                       | D-6-6024-0386 |                |
| (Standort) | Untertägige vorgeschichtliche sowie früh-, hoch- und spätmittelalterliche Befunde              | D-6-6024-0387 |                |
| (Standort) | Siedlung vorgeschichtlicher Zeitstellung.                                                      | D-6-6024-0388 |                |
| (Standort) | Siedlung der Bronzezeit.                                                                       | D-6-6024-0389 |                |
| (Standort) | Siedlung des frühen und hohen Mittelalters.                                                    | D-6-6024-0390 |                |
| (Standort) | Siedlung der Linearbandkeramik.                                                                | D-6-6024-0391 |                |
| (Standort) | Bestattungsplatz mit Grabhügel vorgeschichtlicher Zeitstellung.                                | D-6-6024-0392 |                |
| (Standort) | Siedlung des Neolithikums, der Urnenfelder- und der Hallstattzeit                              | D-6-6025-0034 |                |
| (Standort) | Siedlung der Urnenfelderzeit und vermutlich der Linearbandkeramik.                             | D-6-6025-0053 |                |
| (Standort) | Siedlung der jüngeren Latènezeit.                                                              | D-6-6025-0054 |                |
| (Standort) | Freilandstation des Mittelpaläolithikums und Siedlung vor- und frühgeschichtlicher Zeit        | D-6-6025-0055 |                |
| (Standort) | Siedlung vorgeschichtlicher Zeitstellung.                                                      | D-6-6025-0066 |                |
| (Standort) | Archäologische Befunde im Bereich der frühneuzeitlichen Kath. Pfarrkirche St. Michael          | D-6-6025-0104 |                |
| (Standort) | Siedlung der Hallstattzeit.                                                                    | D-6-6025-0129 |                |
| (Standort) | Siedlung der Metallzeiten.                                                                     | D-6-6025-0130 |                |
| (Standort) | Bestattungsplatz mit Grabhügel vorgeschichtlicher Zeitstellung.                                | D-6-6025-0139 |                |